# Dornberg (Hessen)
Dornberg is een plaats in de Duitse gemeente Groß-Gerau, deelstaat Hessen.